# François Affolter
François Affolter (Biel, 13 maart 1991) is een Zwitsers voetballer. Hij speelt sinds 2014 als verdediger voor FC Luzern.

## Interlandcarrière
Onder leiding van bondscoach Ottmar Hitzfeld maakte Affolter op 11 augustus 2010 zijn debuut voor de Zwitserse nationale ploeg in de vriendschappelijke wedstrijd tegen Oostenrijk (0-1) in Klagenfurt. Andere debutanten in dat duel namens Zwitserland waren doelpuntenmaker Moreno Costanzo (BSC Young Boys) en Nassim Ben Khalifa (VfL Wolfsburg).
Affolter nam met het Zwitsers olympisch voetbalelftal onder leiding van bondscoach Pierluigi Tami deel aan de Olympische Spelen van 2012 in Londen. Daar werd de ploeg in de voorronde uitgeschakeld na een gelijkspel tegen Gabon (1-1) en nederlagen tegen Zuid-Korea (1-2) en Mexico (0-1).